# Devyne Rensch
Devyne Fabian Jairo Rensch (* 18. ledna 2003) je nizozemský profesionální fotbalista, který hraje na pozici pravého obránce za italský klub AS Řím a nizozemský národní tým.

## Klubová kariéra

### Ajax
Rensch hrál v mládežnických akademiích VV Unicum a Ajaxu. V předsezónní přípravě na sezónu 2020/21 dostal Rensch, který v té době ještě nenastoupil za Jong Ajax, několik minut na hřišti v prvním týmu Ajaxu. Během základní části byl oficiálně součástí prvního týmu, ale většinu zápasů odehrál za Jong Ajax. Dne 19. listopadu 2020 mu byla udělena cena Abdelhaka Nouriho pro nejlepšího talenta mládežnické akademie Ajaxu v sezóně 2019/20. V držení ceny nahradil Naciho Ünüvara, který cenu obdržel o rok dříve. Rensch debutoval za první tým Ajaxu 28. listopadu 2020 v zápase Eredivisie proti Emmenu. Svůj první start v základní sestavě si připsal 31. ledna 2021. 18. února debutoval v Evropské lize UEFA proti Lille OSC. Svůj první gól za Ajax vstřelil 21. března při domácím vítězství 5:0 nad ADO Den Haag. V průběhu sezóny dostával stále více a více herního času na pozici pravého obránce, částečně kvůli zraněním ostatních hráčů, a ve druhé polovině sezóny se objevil jako pravidelný člen základní sestavy. Dne 18. dubna 2021 získal svou první trofej s Ajaxem, když ve finále KNVB Cupu porazili Vitesse. Poté s klubem získal i titul v Eredivisie.
Rensch hrál v sezóně 2021/22 méně a přišel o místo v základní sestavě ve prospěch Nussajíra Mazrávího. Před začátkem sezóny 2022/23 vyjádřil Rensch přání hrát rozhodující roli poté, co se v předchozí sezóně snažil najít svou formu. Ajax však na tuto pozici přivedl Jorgeho Sáncheze. Po začátku sezóny se Rensch vrátil do formy a stal se členem základní sestavy.

### AS Řím
Dne 23. ledna 2025 podepsal Rensch smlouvu s AS Řím v Itálii.

## Reprezentační kariéra
Rensch se narodil v Nizozemsku a je surinamského původu. Byl mládežnickým reprezentantem Nizozemska.
Za nizozemskou fotbalovou reprezentaci debutoval 7. září 2021 v kvalifikaci na Mistrovství světa ve fotbale 2022 proti Turecku, při domácím vítězství 6:1. V 71. minutě vystřídal Denzela Dumfriese.

## Statistiky

### Klubové
Platí k zápasu hranému 19. ledna 2025.
| Klub              | Sezóna            | Liga              | Liga   | Liga | Národní pohár | Národní pohár | Kontinentální | Kontinentální | Ostatní | Ostatní | Celkově | Celkově |
| Klub              | Sezóna            | Soutěž            | Zápasy | Góly | Zápasy        | Góly          | Zápasy        | Góly          | Zápasy  | Góly    | Zápasy  | Góly    |
| ----------------- | ----------------- | ----------------- | ------ | ---- | ------------- | ------------- | ------------- | ------------- | ------- | ------- | ------- | ------- |
| Jong Ajax         | 2020/21           | Eerste Divisie    | 16     | 3    | –             | –             | –             | –             | –       | –       | 16      | 3       |
| Ajax              | 2020/21           | Eredivisie        | 18     | 3    | 4             | 0             | 5             | 0             | –       | –       | 27      | 3       |
| Ajax              | 2021/22           | Eredivisie        | 19     | 1    | 4             | 0             | 5             | 0             | 1       | 0       | 29      | 1       |
| Ajax              | 2022/23           | Eredivisie        | 26     | 3    | 3             | 0             | 6             | 0             | 1       | 0       | 36      | 3       |
| Ajax              | 2023/24           | Eredivisie        | 28     | 2    | 0             | 0             | 10            | 0             | –       | –       | 38      | 2       |
| Ajax              | 2024/25           | Eredivisie        | 13     | 1    | 1             | 0             | 11            | 0             | –       | –       | 25      | 1       |
| Ajax              | Celkově           | Celkově           | 104    | 10   | 12            | 0             | 37            | 0             | 2       | 0       | 155     | 10      |
| Celkově v kariéře | Celkově v kariéře | Celkově v kariéře | 119    | 13   | 12            | 0             | 37            | 0             | 2       | 0       | 171     | 13      |

### Reprezentační
Platí k zápasu hranému 19. listopadu 2024.
| Národní tým | Rok     | Zápasy | Góly |
| ----------- | ------- | ------ | ---- |
| Nizozemsko  | 2021    | 1      | 0    |
| Nizozemsko  | 2024    | 1      | 0    |
| Celkově     | Celkově | 2      | 0    |

## Úspěchy
Ajax
- Eredivisie: 2020/21, 2021/22
- KNVB Cup: 2020/21

Nizozemsko U17
- Mistrovství Evropy ve fotbale hráčů do 17 let: 2019

Individuální
- Cena Abdelhaka Nouriho: 2019/20